# Mesogonia ludicula
Mesogonia ludicula är en insektsart som beskrevs av Henry Fairfield Osborn 1926. Mesogonia ludicula ingår i släktet Mesogonia och familjen dvärgstritar. Inga underarter finns listade i Catalogue of Life.